# Arrondissement de Weilheim-Schongau
L'arrondissement de Weilheim-Schongau est un arrondissement (Landkreis en allemand) de Bavière  (Allemagne) situé dans le district (Regierungsbezirk en allemand) de Haute-Bavière. 
Son chef lieu est Weilheim in Oberbayern.

## Villes, communes & communautés d’administration
(nombre d’habitants en 2006)
| Städte 1. Penzberg (16 188) 2. Schongau (12 348) 3. Weilheim in Oberbayern (21 468) Märkte 1. Peißenberg (12 490) 2. Peiting (11 870) Verwaltungsgemeinschaften 1. Altenstadt (Communes Altenstadt, Hohenfurch, Ingenried, Schwabbruck et Schwabsoien) 2. Bernbeuren (Communes Bernbeuren et Burggen) 3. Habach (Communes Antdorf, Habach, Obersöching et Sindelsdorf) 4. Huglfing (Communes Eberfing, Eglfing, Huglfing et Oberhausen) 5. Rottenbuch (Communes Böbing et Rottenbuch) 6. Seeshaupt (Communes Iffeldorf et Seeshaupt) 7. Steingaden (Communes Prem, Steingaden et Wildsteig) Pas de Gemeindefreie Gebiete | Gemeinden 1. Altenstadt (3 331) 2. Antdorf (1 096) 3. Bernbeuren (2 282) 4. Bernried am Starnberger See (2 165) 5. Böbing (1 698) 6. Burggen (1 693) 7. Eberfing (1 280) 8. Eglfing (979) 9. Habach (1 030) 10. Hohenfurch (1 508) 11. Hohenpeißenberg (3 883) 12. Huglfing (2 459) 13. Iffeldorf (2 574) 14. Ingenried (850) 15. Oberhausen (2 145) 16. Obersöchering (1 485) 17. Pähl (2 431) 18. Polling (3 257) 19. Prem (902) 20. Raisting (2 218) 21. Rottenbuch (1 796) 22. Schwabbruck (923) 23. Schwabsoien (1 298) 24. Seeshaupt (2 906) 25. Sindelsdorf (1 086) 26. Steingaden (2 735) 27. Wessobrunn (2 103) 28. Wielenbach (3 143) 29. Wildsteig (1 237) |